# Halizaur
Halizaur (Halisaurus) – rodzaj wymarłych jaszczurek z rodziny mozazaurów (Mosasauridae).
Żył w okresie późnej kredy (ok. 85–65 mln lat temu) na terenach dzisiejszych: Afryki i Ameryki Północnej. Długość ciała ok. 3–4 m (w przypadku Halisaurus ortliebi szacowana na podstawie fragmentarycznych skamieniałości na 4,5 m), z czego na czaszkę przypadało około 40 cm. Jego szczątki znaleziono w Maroku i w USA (w stanie Kansas). Wraz z eonatatorem należy do podrodziny Halisaurinae, która jest taksonem siostrzanym do bardziej zaawansowanych mozazaurów (Natantia).
Etymologia nazwy rodzajowej: gr. ἁλι- hali- „morski”, od ἁλς hals, ἁλος halos „morze”; σαυρος sauros „jaszczurka”.
Gatunki halizaura:
- H. platyspondylus Marsh, 1969
- H. ortliebi (Dollo, 1889)
- H. arambourgi Bardet et al., 2005
- ?H. onchognathus (Merriam, 1894)

Dyskusyjna jest przynależność „Halisaurus” sternbergi do rodzaju Halisaurus. Bywa on wydzielany do rodzaju Eonatator.